# Das Haus des Richters (Dimitré Dinev)
Das Haus des Richters ist ein Drama von Dimitré Dinev, das im Auftrag des Wiener Burgtheaters entstanden ist. 2007 wurde es am Wiener Akademietheater in der Regie von Niklaus Helbling uraufgeführt, mit Michael König (als Richter), Martin Reinke (als Meister), Barbara Petritsch (als Hausherrin), Daniel Jesch (als Iko), Nicola Kirsch (als Xeni), Alexandra Henkel (als Ada), Mareike Sedl (als Phädi), Dietmar König (Thes) und Dorothee Hartinger (als Wera).